# Boris Rotenberg
Boris Borisovitsj Rotenberg (Russisch: Борис Борисович Ротенберг) (Sint-Petersburg, 19 mei 1986) is een Fins-Russisch voetballer die als verdediger speelt. Hij verruilde in 2016 Dinamo Moskou voor Lokomotiv Moskou. Hij is een zoon van oligarch Boris Romanovitsj Rotenberg.

## Interlandcarrière
Onder leiding van bondscoach Mika-Matti Paatelainen maakte Rotenberg zijn interlanddebuut voor Finland op 9 juni 2015 in de vriendschappelijke wedstrijd tegen Estland (0-2) in Turku, net als Thomas Lam (PEC Zwolle).

## Erelijst
- Russische voetbalbeker 2016/17